# Stieg 1 (Quedlinburg)

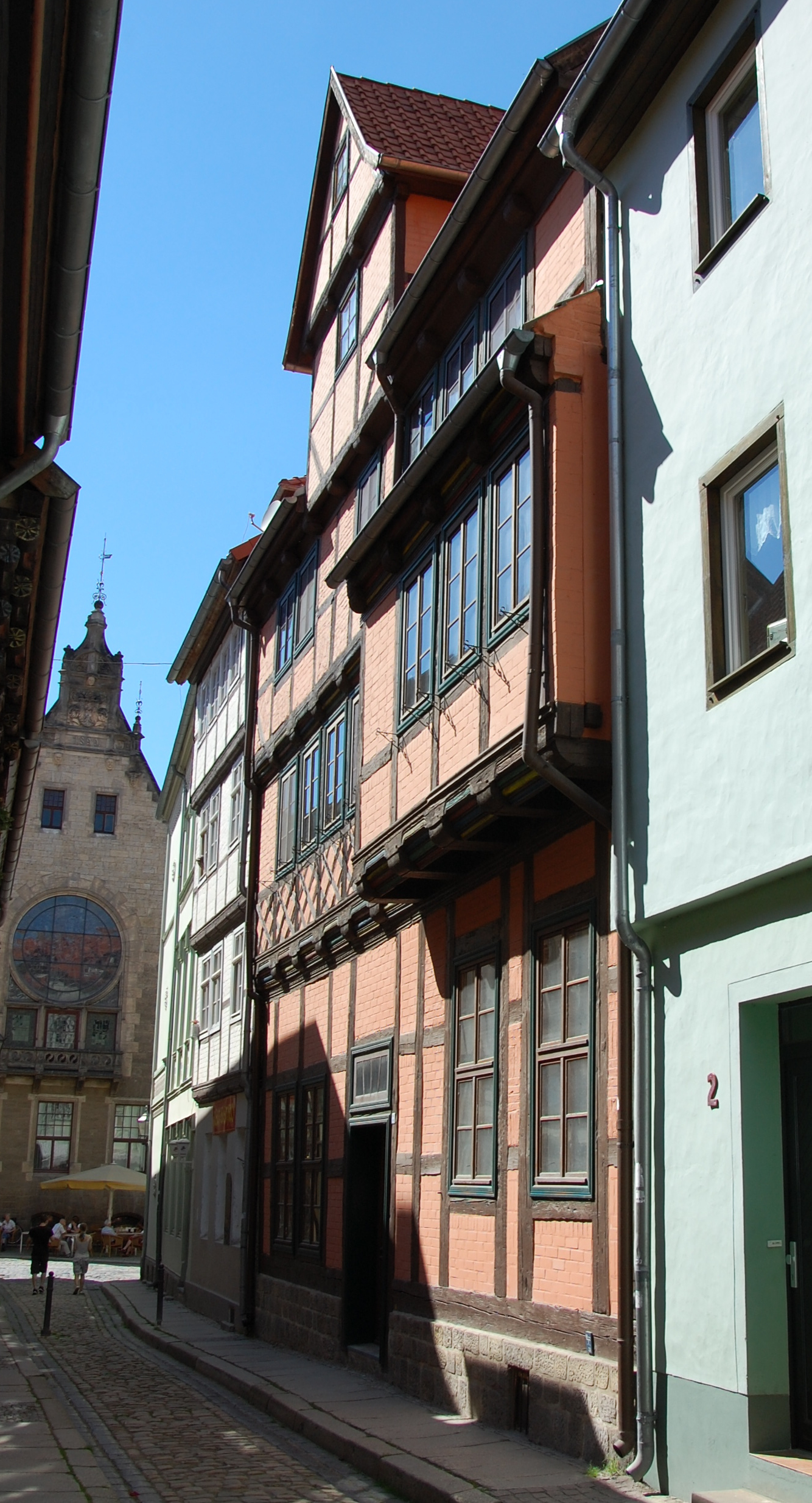
Haus Stieg 1

Das Haus Stieg 1 ist ein denkmalgeschütztes Gebäude in der Stadt Quedlinburg in Sachsen-Anhalt.

## Lage
Es befindet sich östlich des Marktplatzes der Stadt, auf der Nordseite der Straße Stieg und gehört zum UNESCO-Weltkulturerbe. Im Quedlinburger Denkmalverzeichnis ist es als Kaufmannshaus eingetragen.

## Architektur und Geschichte
Das dreigeschossige barocke Fachwerkhaus wurde im Jahr 1664 durch den Quedlinburger Zimmermeister Andreas Bock erbaut. Auf ihn verweist die Inschrift M.ANDREAS BOCK ZIMMERMAN. Markant ist ein in der östlichen Hälfte der Fassade im ersten Obergeschoss befindlicher Erker. Oberhalb des dritten Stocks ist ein Zwerchhaus angeordnet. Die Fachwerkfassade ist mit Rautenkreuzen und profilierten Füllhölzern verziert. Im späten 19. Jahrhundert erfolgte eine jedoch nur zurückhaltende Umgestaltung des Hauses. In das Erdgeschoss wurde ein Ladengeschäft eingefügt.